# Imtech
Imtech es el nombre artístico de Joaquim Sabaté (Barcelona, Cataluña, España, 1979). Define su música como electrónica emocional en un claro desarrollo de la IDM (Intelligent Dance Music) en su vertiente más melódica, preciosista y melancólica.

## Discografía
- Glitter Paint Evenings (File, ogg) (Observatory 2003)
- Cucina Vagabonda (File, MP3) - Autumnal Whispers (Ogredung 2003)
- Kisses Of Bliss (CDr) - Rita  (Slide The Needle 2003)
- Featherfoil (File, MP3) - Hypostyle Hall (Camomille Music  2004)
- L'Arbre D'Un Train (File, MP3) - Hipa (Backtrack 2005)
- Gama (File, MP3, Comp) - Outgoing (Ronin Collective 2006)
- Persona-Isla 01 (File, MP3, 192) - Intro&Extro (Persona-Isla 2006)
- Cycles (File, MP3, Comp, VBR) - The Knack (Camomille Music 2007)
- Paradigma Musik. From The Deep (CD, Comp) - Autumnal Whispers (Paradigma Musik 2009)